# José Antonio Jiménez Salas
José Antonio Jiménez Salas (Zaragoza, 10 de marzo de 1916 - 15 de noviembre de 2000) fue un Ingeniero de caminos español.

## Carrera
Ingeniero de caminos, canales y puertos por la Escuela de Madrid. Recibió una beca Friedrich List con la que estudió en Múnich, Viena y Berlín. Posteriormente especializó en física y mecánica del suelo, fue nombrado Jefe de dicha sección en el Instituto de Edafología del CSIC, cargo que ocupó hasta 1950.
Trabajó en la creación de un laboratorio de problemas de mecánica del suelo y geotecnia, dentro de la Escuela de Ingenieros de Caminos
como Director del laboratorio Carreteras y Geotecnia. Asimismo también fue catedrático de Geotecnia y Cimientos y Jefe del Departamento de Geotecnia en la mencionada Escuela, presidente y socio de honor de la Sociedad Española de Mecánica del Suelo e Ingeniería Geotécnica, presidente de la Sociedad Española de Química del Suelo, primer presidente y Presidente de Honor de la Sociedad Española de Mecánica de Rocas, y primer presidente también de la Asociación Española de Geología para el Ingeniero.
Fue conferencista en distintos países y profesor Honoris Causa de la Universidad de Cantabria y de la Universidad Nacional del Perú. Consultor sobre temas geotécnicos relacionados con la ingeniería civil, asesorando sobre las cimentaciones de las centrales de Zorita, Santa María de Garoña, Almaraz y Lemóniz.

## Publicaciones
En 1951 publicó su primer libro sobre “Mecánica del Suelo” y en 1971 un tratado sobre “Geotecnia y Cimientos” con 1900 páginas. 
Actualmente se encuentra en prensa un tercer volumen complementario con 1000 páginas aproximadamente. Cuenta con más de cincuenta publicaciones en revistas nacionales y extranjeras. 
- “Notas sobre Mecánica del Suelo” (1945)
- "Construcciones españolas sobre arcillas expansivas” (1962)
- “Note on a halloysite red clay from Fernando Poo Island” (1963)
- “Calculation methods of the streesses produced by swelling clays” (1965)
- “Tierras y rocas compactas como materiales de construcción” (1966)
- “Problemas geológicos del desarrollo” Real Academia de Ciencias (1971)
- “Estabilidad de taludes en roca. Conceptos probabilísticos” (1974)
- “Cretaceous Clay Shales and Silurian Schists of Spain” (1979)